# Commelina angustissima
Commelina angustissima är en himmelsblomsväxtart som beskrevs av Karl Moritz Schumann. Commelina angustissima ingår i släktet himmelsblommor, och familjen himmelsblomsväxter. Inga underarter finns listade.